# Departamento de Neiva
El departamento de Neiva es un extinto departamento de Colombia. Fue creado el 5 de agosto de 1908 a partir del departamento del Huila (creado en 1905) y perduró hasta el 1 de enero de 1910, siendo parte de las reformas administrativas del presidente de la república Rafael Reyes respecto a división territorial. El departamento duró poco, pues Reyes fue depuesto en 1909 y todas sus medidas revertidas a finales del mismo año, por lo cual las 34 entidades territoriales creadas en 1908 fueron suprimidas y el país recobró la división política vigente en 1905, desapareciendo entonces Neiva como departamento y vuelto a depender de Ibagué hasta la expedición de la ley del 16 de abril de 1910, fecha en la que se recreó el departamento del Huila.

## División territorial
El departamento estaba conformado por las provincias huilenses de Neiva y La Plata.
Los municipios que conformaban el departamento eran los siguientes, de acuerdo al decreto 916 del 31 de agosto del año 1908:
- Provincia de Neiva: Neiva (capital), Aipe, Baraya, Campoalegre, Colombia, Guagua, Hobo, Íquira, Retiro, Unión,  Villavieja y Yaguará.

- Provincia de La Plata: La Plata (capital), Altamira, Agrado, Elías, Garzón y Gigante.